# Leptolalax pluvialis
Leptolalax pluvialis é uma espécie de anfíbio da família Megophryidae.
Pode ser encontrada nos seguintes países: Vietname e possivelmente em China.
Os seus habitats naturais são: regiões subtropicais ou tropicais húmidas de alta altitude e rios.
Está ameaçada por perda de habitat.